# Anna-Lisa Frykman
Anna-Lisa Frykman född Anna Elisabet Frykman, 4 januari 1889 i Stockholm, Sverige, död 14 juni 1960 i Stockholm, Sverige var en svensk kompositör, sångtextförfattare och lärarinna. Hon har bland annat skrivit barnvisan Kungens lilla piga. samt julsången Julpolskan. Hon var även verksam under pseudonymen "Eolus". Frykman är begravd på Solna kyrkogård.